# Piotr Fiodorov
Piotr Petrovici Fiodorov (în rusă Пётр Петрович Фёдоров; n. 21 aprilie 1982, Moscova, RSFS Rusă, URSS) este un actor rus. Este cunoscut pentru rolul lui Guy Gaal în Insula locuită (2009), ca Gromov în Stalingrad (2013) și ca Iakovlev în Duelistul (2016).

## Biografie
Piotr Fiodorov s-a născut pe 21 aprilie 1982 la Moscova, într-o familie de actori. Tatăl său, Piotr Evghenievici Fiodorov⁠(d) (27 octombrie 1959 - 10 martie 1999), a fost un actor de teatru și film sovietic și rus, critic de artă, prezentator de televiziune (a murit de cancer la vârsta de treizeci și nouă de ani). Bunicul - Evgheni Fiodorov (născut la 3 martie 1924), este un actor de teatru sovietic și rus, artist de onoare al R.S.F.S. Rusă, artist al Teatrului Academic de Stat Evghenie Vahtangov (din 1945 până în prezent).
Piotr și-a petrecut copilăria în Altai, Valea Uimon. Îi era drag să deseneze și voia să devină artist. În clasa a opta s-a mutat cu familia sa la Moscova. În 1997 a intrat la Școala Tehnică de Artă a Teatrului din Moscova (MTTU), după care a plănuit să intre la Universitatea de Arte și Industrie Stroganov din Moscova, dar după moartea tatălui său și-a schimbat decizia și a părăsit școala, după al doilea an de studii.
În 1999, a intrat în departamentul de actorie al Institutului de Teatru Boris Șcukin. În 2003 a absolvit institutul. A jucat rolul elevului Beliaev în spectacolul de absolvire „Oameni frumoși”, bazat pe piesa lui Ivan Turgenev, unde s-au logodit și actorii Grigori Antipenko și Olga Lomonosova. În septembrie 2003, spectacolul „Oameni frumoși” a câștigat premiul ziarului Moskovskii Komsomoleț ca fiind cea mai bună performanță a sezonului la categoria „Începători”. 
După absolvirea Institutului de Teatru, a lucrat la Teatrul de Dramă Stanislavski din Moscova.
Primul său rol principal în film a fost Lyonka în 101 km (2001), regizat de Leonid Mariagin. Piotr a devenit foarte popular atunci când a jucat rolul lui Danila în popularul serial de televiziune pentru adolescenți Club (2006), care a devenit cel mai de succes și cel mai apreciat proiect din istoria canalului de televiziune MTV Rusia. După cel de-al treilea sezon, Piotr a părăsit proiectul și a început să se pregătească pentru filmările la filmul științifico-fantastic în regia lui Fiodor Bondarciuk Insula locuită (2008), bazat pe romanul cu același nume de Arkadi și Boris Strugațki.
În 2009 Piotr a apărut într-unul dintre cele mai semnificative proiecte ale sale în acea vreme - Rusia 88, un film dramatic pseudo-documentar rus regizat de Pavel Bardin despre neonazismul și neonaziștii din Rusia și despre o gașcă de skinheads care filmează videoclipuri propagandiste pentru publicarea lor pe internet. A avut premiera a 59-a ediție a Festivalului Internațional de Film de la Berlin, în secțiunea „Panorama”.  Regizorul Pavel Bardin a primit Premiul Nika pentru acest film.
În 2011 Piotr a jucat în filmul PiraMMMida regizat de Eldar Salavatov. Intriga filmului se bazează pe romanul cu același nume al lui Serghei Mavrodi, fondatorul schemei piramidale MMM.
Fiodorov a jucat rolul principal în filmul Stalingrad realizat în 2013 de regizorul Fiodor Bondarciuk, care a doborât recordurile de box-office pentru filmele ruse la lansarea sa.
În comediile de succes de Anul Nou Yolki 2 (Magia bradului 2, 2011) și Yolki 3 (Magia bradului 3, 2013), Piotr Fiodorov a jucat rolul lui Nikolai Kravciuk.
El a jucat un rol secundar în filmul din 2014 Territoriya regizat de Alexander Melnik, o versiune pe ecran a romanului cu același nume de Oleg Kuvaev.
În 2016, el a avut roluri principale în filmul dramatic de aventuri Duelistul și în filmul cu dezastre Ledokol. În 2019 a avut rolul lui Iura în filmul thriller științifico-fantastic Avanpost.

## Filmografie
| An   | Titlu                                            | Rol                             |
| ---- | ------------------------------------------------ | ------------------------------- |
| 2001 | 101st Kilometer                                  | Leonid                          |
| 2004 | Graf Krestovsky (serial TV)                      | Timur                           |
| 2004 | Dasha Vasileva. A lover of private investigation | Roman Vinogradov                |
| 2005 | Male Season: Velvet Revolution                   | Oper                            |
| 2005 | Unmanaged skid                                   | Oleg                            |
| 2006 | Stealing Tarantino (mini-serie)                  | Maks Bogushev                   |
| 2006 | The Club (serial TV)                             | Danila Orlov                    |
| 2008 | The Inhabited Island                             | Guy Gaal                        |
| 2009 | The Inhabited Island - 2                         | Guy Gaal                        |
| 2009 | Russia 88                                        | Sasha "Shtyk"                   |
| 2010 | The Phobos                                       | Mayk                            |
| 2010 | GOP stop                                         | Vasyanya                        |
| 2011 | Hunters diamonds                                 | Anatoly Bessonov, "Bes"         |
| 2011 | The PyraMMMid                                    | Anton                           |
| 2011 | Yolki 2                                          | Nikolai Kravchuk                |
| 2011 | The Darkest Hour                                 | Anton Batkin                    |
| 2011 | Boris Godunov                                    | Basmanov                        |
| 2011 | No men                                           | Kolya Volkov                    |
| 2012 | Moms                                             | Anton                           |
| 2012 | A man with a guarantee                           | Vitalik                         |
| 2013 | Stalingrad                                       | captain Gromov                  |
| 2013 | Rehearsals                                       | Fedor Petrov                    |
| 2013 | Yolki 3                                          | Nikolai Kravchuk                |
| 2013 | Classmates: Click for Luck                       | Alexey                          |
| 2014 | Territory                                        | uncle Kostya                    |
| 2014 | Priest San                                       | Pyotr Eremin                    |
| 2015 | Locust                                           | Artyom                          |
| 2015 | The Dawns Here Are Quiet                         | Fedot Evgrafovich Vasco foreman |
| 2015 | Paws, Bones & Rock'n'roll                        | Nikolai Kravchuk                |
| 2016 | Duelist                                          | Officer Yakovlev                |
| 2016 | The Icebreaker                                   | Petrov                          |
| 2017 | You All Infuriate Me                             | Kirill Vitalievich              |
| 2019 | The Blackout                                     | Iura                            |